# Tetracanthella specifica
Tetracanthella specifica is een springstaartensoort uit de familie van de Isotomidae. De wetenschappelijke naam van de soort is voor het eerst geldig gepubliceerd in 1968 door Palissa.